# Dlaha

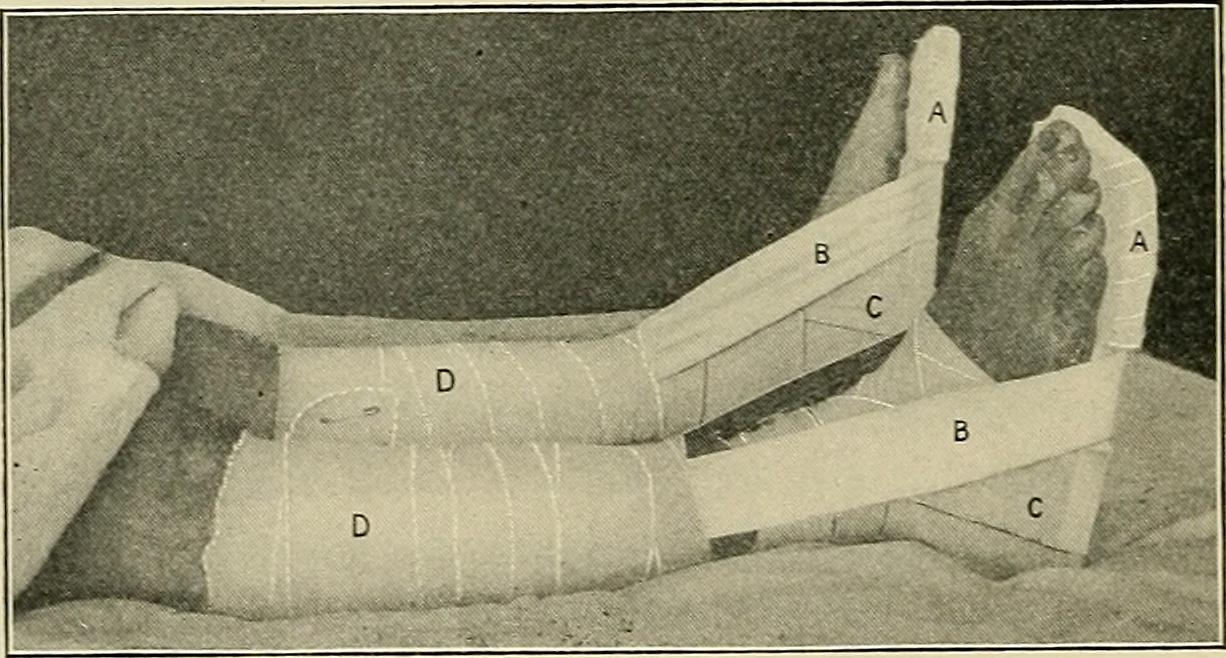
Dlaha pro fixaci dolních končetin

Dlaha je pomůcka využívaná v ortopedii k podpírání poraněné části těla, zejména kloubů v okolí zlomeniny, aby tak došlo k znehybnění konkrétní postižené oblasti. Existují různé typy dlah, přičemž nejpoužívanější je tzv. žebříčkovitá dlaha, která je vyrobena ze zinkového drátu a lze ji přizpůsobit tvaru končetiny. Materiál, ze kterého jsou zhotoveny se různí — mohou být vyrobeny ze sádrového obinadla či plastu. Specifickým typem dlahy je tzv. pneumatická dlaha, což je vak z výhradně plastické hmoty, do které se raněná končetina vloží, následně se vak důkladně sešněruje a napustí vzduchem.
Dlaha dorzální, volární nebo cirkulární je nejčastěji užívána při zlomeninách nebo po operacích případně zánětů šlach.